# Douglas House (Newton Stewart)
Douglas House, ehemals Samuel Douglas Free School oder Douglas House Free School, ist ein ehemaliges Schulgebäude und heutige Villa in der schottischen Ortschaft Newton Stewart in der Council Area Dumfries and Galloway. 1979 wurde das Bauwerk in die schottischen Denkmallisten in der höchsten Denkmalkategorie A aufgenommen.

## Geschichte
Der Immigrant Samuel Douglas verstarb 1799 auf Jamaika. Er verfügte testamentarisch die Einrichtung einer Schule in Newton Stewart und stattete das Vorhaben mit einem finanziellen Sockel aus seinem Nachlass aus. Der Baubeginn verzögerte sich jedoch noch bis 1834. Der Earl of Galloway stellte zuvor ein Grundstück zur Verfügung. Für den Entwurf zeichnet der Edinburgher Architekt John Henderson verantwortlich. Douglas House beherbergt heute keine Schule mehr.

## Beschreibung
Das Gebäude befindet sich abseits der A714 am Ghyll Crescent am Nordrand von Newton Stewart. An der Nordseite des klassizistischen Bauwerks schließt sich ein älteres zweistöckiges Schulgebäude an. Das einstöckige Gebäude ist symmetrisch aufgebaut und nimmt einen länglichen Grundriss auf einem erhöhten Sockel ein. Die südostexponierte Frontseite ist sieben Achsen weit. Während an dieser Gebäudeseite ein Sichtmauerwerk aus roten Sandsteinquadern erbaut wurde, wurde an den übrigen Gebäudeteilen zu Quadern variierender Größe behauenes dunkles Gestein eingesetzt. Das mittige, mit Pilastern und Kämpferfenster gestaltete Eingangsportal ist über zwei Treppen zugänglich. Oberhalb der länglichen Sprossenfenster läuft ein Kranzgesims um. Das Gebäude schließt mit einem schiefergedeckten Plattformdach. Markant ist der mittig aufragende Uhrenturm mit Pilastern und einer Balustrade, die Teil einer Schmuckarkade ist. Die Seitenfassaden sind drei Achsen weit.